# Mali Otok (Chorwacja)
Mali Otok – wieś w Chorwacji, w żupanii kopriwnicko-kriżewczyńskiej, w gminie Legrad. W 2011 roku liczyła 146 mieszkańców.